# Pario
Pario (griego antiguo Πάριον), moderna Kemer en la costa asiática de Turquía, fue una polis (antigua ciudad griega) de la región de Misia, situada en la Propóntide, entre Lámpsaco y Príapo. Sus ruinas se hallan en Kemer, a 180 km al suroeste de Estambul.

## Historia
Fundada por colonos de Eritras y de Paros, era reputada por su santuario de Eros, que albergaba una estatua de Praxíteles que representaba al dios alado. Poseía un oráculo de Apolo Acteo y de Artemisa que fue trasladado cuando fue destruido a la ciudad vecina de Adrastea, para el que el arquitecto Hermocreonte erigió en el siglo III a. C., un altar helenístico reseñable tanto por su tamaño — medía un estadio de largo— como por su belleza. El altar parece estar representado en monedas de Pario del siglo IV a. C. Fue construido a imitación del monumento funerario del tirano Hierón II en Siracusa, de iguales dimensiones.
En la época de Augusto fue promocionada al status de colonia romana, con el nombre de Pariana Iulia Augusta.
La Vida de San Onesíforo atestigua la existencia de una comunidad paleocristiana desde finales del siglo II. Fue una sede episcopal sufragana de Cícico antes de convertirse en el siglo VII en un arzobispado autocéfalo, y bajo el gobierno del emperador bizantino Andrónico II Paleólogo en una sede metropolitana, suprimida en 1354.